# Meniscomorpha hiljei
Meniscomorpha hiljei là một loài tò vò trong họ Ichneumonidae.